# Manuel Hernández Sanjuán
Manuel Hernández- Sanjuán y Gallego-Figueroa, (Madrid, 2 de mayo de 1915 - Aguadulce, Almería, 28 de enero de 2008), cineasta, fotógrafo y pintor español. Con su productora Hermic Films, creada en 1940, produce más de 200 cortometrajes, casi todos documentales y rodados buena parte de ellos en la Guinea Española y protectorado Español de Marruecos, actuando indistintamente como productor, director de fotografía y realizador de los mismos. 
Tras haber sido segundo operador de El inquilino (J. A. Nieves Conde, 1957), actúa hasta 1980 como director de fotografía en una serie de largometrajes, uno de los cuales Piedra de Toque (Julio Buchs, 1963), le valdría el premio correspondiente del SNE (Sindicato Nacional del Espectáculo).
Su última etapa la dedica especialmente a su faceta como pintor, llegando a exponer sus trabajos en numerosas salas de exposiciones.

## Biografía
Manuel Hernández Sanjuán, hijo de Ricardo y Carolina, nace en Madrid el 2 de mayo de 1915. Empieza a estudiar en la Facultad de Derecho pero no llega a terminar la carrera. Aficionado a la fotografía, en 1928 empieza a trabajar en el estudio del famoso pintor Julio Moisés Fernández de Villasante, hasta 1936, donde descubre además su pasión por la pintura, llegando a exponer en el Salón de Otoño y en la Exposición Nacional de Bellas Artes en Barcelona, incluso llega a fundar una sala de exposiciones, Aeolián. Divide su tiempo entre la pintura y sus viajes por todo Europa acompañado por su “leica”.
El inicio de la guerra civil española (1936-1939) le sorprende en un viaje familiar por Noruega y decide regresar a España para cumplir con sus obligaciones militares. Estando en Leganés cae en sus manos un número de la “Revista Geográfica Española” y decide enviar las fotografías tomadas en Noruega, que para su sorpresa, son publicadas en la revista. Durante la guerra trabaja como fotógrafo para El Diario Vasco en 1937 y como redactor Jefe de la Revista Geográfica Española en 1938.
En 1940 comienza sus actividades cinematográficas y monta la productora P.C. Castilla Films, junto a su socio italiano, Lamberto Micangeli, con la que produce una única película El milagro del Cristo de la Vega (Adolfo Aznar, 1940) Durante la producción de esta película coincide con Segismundo Pérez de Pedro, “Segis”, quien ejerce de director de fotografía y con el que realizará muchos de sus documentales acompañados también del montador Luis Torreblanca y el guionista Santos Núñez.
En 1941 funda la productora Hermic Films junto también a Micangeli, quien regresa a Italia poco después dejando a Sanjuán como único representante. Este año produce la primera película bajo la marca de Hermic Film, Primer amor (Claudio de la Torre, 1941), que se estrena en Barcelona en el cine Alcázar el 23 de enero de 1942, y en Madrid, en el Imperial, en marzo del mismo año.
Sanjuán ejerce por primera vez como director en la película Arte egipcio producida también por Hermic Films, en 1943. 
En 1944, el director general de Marruecos y Colonias, el General José Díaz de Villegas, encarga a la productora la realización de una serie de películas documentales sobre la Guinea Española. El equipo desplazado a Guinea estaba formado por el director, Manuel Hernández Sanjuán; el cámara, Segismundo Pérez de Pedro (Segis); el montador, Luis Torreblanca; y el guionista y narrador, Santos Núñez.
El 17 de diciembre de 1944 zarpan desde Cádiz a bordo del “Domine”, rumbo a tierras Africanas. 
La aventura por la Guinea Española dura dos años, en donde la mayor parte del tiempo la pasan recorriendo todo el país. Los rodajes de campo duraban de entre 8 días hasta dos semanas dependiendo de la complejidad del mismo. Durante estas expediciones, Sanjuán y el resto del equipo de Hermic, siempre iban acompañados por gente del terreno que les hacía de guía y de porteadores, ayudándoles a cargar con todo el material cinematográfico necesario.
En diciembre de 1945, un año después de su llegada a Guinea, un grave accidente está a punto de acabar con la aventura africana, cuando un temporal vuelca el cayuco en el que iban Hernández Sanjuán y Segis mientras rodaban el documental En las playas de Eureka. Gracias a la premura del equipo de rescate el accidente se salvó sin pérdidas humanas, pero la pérdida de material cinematográfico y fotográfico ascendió a más de 80.000 pesetas.
El resultado de la expedición cinematográfica en Guinea, parcialmente subvencionada por la Dirección General de Marruecos y Colonias, fueron 33 cortometrajes propagandísticos y más de 5.500 fotografías.
A pesar del gran valor de este material, y de los diferentes premios concedidos por el Sindicato Nacional del Espectáculo (ver apartado Premios),  sólo se realiza un único pase público en España de algunos de los documentales, en el Palacio de la Música de Madrid el 22 de mayo de 1946. No se volverían a ver hasta dos años después en Tetuán (protectorado español de Marruecos), en una proyección privada para el Alto Comisariado de España en Marruecos.
El 17 de octubre de 1946, a la vuelta de Guinea, José Torreblanca Ortega, Luis Torreblanca Ortega y Santos Núñez Gómez pasan a ser socios de la productora Hermic Films junto a Manuel Hernández Sanjuán.
En 1947, y después del éxito obtenido con los documentales de la Guinea Española, el director general de Marruecos y Colonias, el general José Díaz de Villegas, vuelve a encargar a la productora la realización de una serie documental sobre el Marruecos español. La serie acaba compuesta por 22 documentales, 9 de los cuales fueron presentados en el Palacio de la Música de Madrid en 1949: 
- La ciudad de Sidi el Mandri
- Nocturno en la ciudad Santa
- Reliquias Españolas en el norte de África
- Nómadas
- Caballería jalifiana
- Cauce de hombres
- Médicos de Marruecos
- Los novios de piedra
- La legión

Todos ellos fueron dirigidos por Manuel Hernández Sanjuán, con guiones de Santos Núñez, fotografía de “Segis” y montaje de Luis Torreblanca, bajo el patrocinio del teniente general José Enrique Varela, Alto Comisariado de España en Marruecos.
En 1950 se casa con su novia Doña María Asunción March Martínez-Gil, con la que tiene tres hijos: Carlos, Juan y África.
En el 1950 y 1951, viaja de forma continuada por Ifni y el Sahara Español para la realización de una serie de documentales sobre el África Occidental Española.
A partir de 1952, deja un poco de lado su faceta de director de cine para labrarse en los años siguientes una magnífica carrera como director de fotografía, llegando a participar en más de 80 films, entre cortometrajes y largometrajes.
Recibe la Concha de Oro en el Festival Internacional de Cine de San Sebastián de 1957 por su cortometraje Costas del Sur.
En 1962 debuta como operador en el terreno del largometraje con la película Horizontes de Luz, dirigida por León Klimovsky.
En 1964 recibe el Premio sindical a la mejor fotografía por la película Piedra de Toque (1963) de Julio Buchs.
Sanjuán, nunca ha dejado su otra pasión, la pintura, y en 1971 celebra en Madrid su primera exposición de pintura individual en la galería CID.
En 1972, Sanjúan ejerce de director de fotografía en la última película producida por su productora Hermic Films, El mapa del tiempo.
En el otoño de 1974, Manuel Hernández Sanjuan sorprende con su anuncio de cambiar el celuloide por los pinceles, los motivos según explicó Sanjuan a la prensa en una entrevista publicada el 15 de septiembre de 1974, fueron el mal momento económico que pasaba el cine documental en concreto, y el cine en general en España, y que la pintura vivía en esa época “su edad de oro”.
A pesar de su anuncio, sigue intercalando su pasión por la pintura, que le lleva a exponer en diversas salas de exposición (ver apartado Exposiciones), con su papel de director de fotografía de largometrajes. 
Incluso, en mayo de 1982, Sanjuán recibe una carta del Museo San Telmo, en San Sebastián, pidiendo su autorización para exhibir de forma permanente en el museo su obra Cerámica Vasca.
La última película en la que participa es Dejadme vivir de José Luis Merino en 1982.
Fallece en Almería en 2008 a la edad de 93 años.

## Mbini. Cazadores de imágenes en la Guinea Ecuatorial
En 2006 se publica Mbini. Cazadores de imágenes en la Guinea colonial, un libro fotográfico que incluye un DVD con cinco películas documentales que rescatan del olvido la expedición cinematográfica de Manuel Hernández Sanjuán a la Guinea Española. 
Editado por Pep Bernadas y su equipo de la librería barcelonesa Altaïr junto a la productora audiovisual We Are Here Films, muestra una amplia selección de las más de 5.500 fotografías que Sanjúan realizó en aquella expedición, así como una entrevista escrita donde el propio Sanjuán nos relata algunas de sus vivencias.
El DVD incluye cinco películas: tres cortometrajes originales de la serie de la Guinea Española (Balele, Una cruz en la selva y Bajo la lámpara del bosque) y otros dos cortometrajes de creación producidos por el equipo de We Are Here Films (Le Mal d’Afrique y Cazadores de imágenes).

## Un día vi 10.000 elefantes
Un día vi 10.000 elefantes (Àlex Guimerà y Juan Pajares, 2015), es una película documental de animación basada en las experiencias vividas por los miembros de la expedición de cineastas españoles de Hermic Films en la antigua Guinea Española entre el 1944 y el 1946. La película, que utiliza parte del material audiovisual producido por la expedición,  se desarrolla en un universo propio con dos narraciones paralelas que nos muestran las paradojas, encuentros y desencuentros del cineasta español, Manuel Hernández Sanjuán, y su porteador africano. A partir de las vivencias de estos dos personajes se incita al espectador a reflexionar sobre cómo se construyen los imaginarios de esas memorias históricas "basadas en hechos reales". 
Un día vi 10.000 elefantes está coproducida por Televisión Española (TVE) y Televisió de Catalunya (TVC), con la ayuda del ICAA, el ICEC (Institut Català de les empreses culturals) y la Agencia Española de Cooperación Internacional para el Desarrollo (AECID), y con la colaboración del Instituto de Crédito Oficial, la Filmoteca Española, SEAT y Fredigoni entre otros.
La película ha sido seleccionada en la 63.ª edición del Festival de Cine de San Sebastián, en la sección Zabaltegui, y está nominada en los VIII Premis Gaudí como mejor película documental.

## Filmografía

### Director
- Arte egipcio (1944)
- Oro y espuma (1944)
- Evocación del Greco (1944)
- Tiros y pistolas (1944)
- Costumbres pamues (1945)
- En el trópico huele a azahar (1945)
- Los espejos del bosque (1945)
- Los gigantes del bosque (1945)
- Tornado (1945)
- Bajo la lámpara del bosque (1946)
- La gran cosecha (1946)
- La técnica y la selva (1946)
- Los habitantes de la selva (1946)
- Los enfermos de Mikomeseng (1946)
- Los olivares del ecuador (1946)
- Maderas de Guinea (1946)
- Balele (1946)
- Al andar se hace camino  (1946)
- Al pie de las banderas (1946)
- Artesanía pamue (1946)
- El cayuco y la motonave (1946)
- El desierto verde (1946)
- Una cruz en la selva (1946)
- Fiebre amarilla (1946)
- En las playas de ureka (1947)
- Las palmeras y el agua (1947)
- Los pobladores del mar: invertebrados (1947)
- Los pobladores del mar: vertebrados (1947)
- Fernando Poo (1947)
- El mapa de Guinea (1947)
- En las chozas de nipa (1948)
- Ingenieros del trópico (1948)
- La legión (1948)
- Las minas del Uixan (1948)
- Médicos coloniales (1948)
- Misiones de guinea (1948)
- Yuca (1948)
- Nador (1949)
- Nómadas (1949)
- La vida de María (1952)
- Misión sanitaria en Guinea (1953)
- Toledo, otra vez por el emperador (1959)
- A rapa das bestas (1961)
- La paleta de Velázquez (1962)
- La trucha en España (1971)
- El mapa del tiempo (1972)

### Director de fotografía
- Arte egipcio (1944)
- Campos rescatados (1948)
- Los novios de piedra (1948)
- Nocturno en la ciudad santa (1948)
- Cauce de hombres        (1949)
- Domund (1949)
- Mayos en Albarracín (1950)
- Colonia penitenciaria del Dueso (1951)
- Jaimas (1951)
- Las ciudades del Sahara Español (1951)
- Los grupos nómadas (1951)
- Herencia Imperial (1951)
- Andalucía en La Mancha (1952)
- Carnaval (1952)
- La vida de María (1952)
- Secretos de la vida         	(1952)
- El festival de la tercera dimensión (1953)
- La guitarra muda (1953)
- Los desastres de la guerra (1953)
- La puerta entornada (1954)
- Cacería en el prado (1954)
- Cuando llegues a Madrid... (1954)
- En la corte de Felipe IV (1954)
- La tauromaquia (1954)
- Estrella mora (1955)
- Fiesta aldeana (1955)
- Costas del sur (1956)
- Fiesta del fuego (1956)
- Romance de una batalla (1956)
- Cómo se repite una ciudad (1957)
- Levante blanco y azul (1957)
- Música para un jardín (1957)
- San Antonio de la Florida (1957)
- Temple de raza (1957)
- Truchas y salmones (1957)
- El papel, base del billete de banco (1958)
- Carlos V, defensor de Occidente        	(1959)
- El mensaje de la medalla (1959)
- Fiesta en Pamplona (1959)
- Rusadir, Melilla actual (1959)
- En los montes de Toledo (1960)
- Historia de un rayo de sol (1960)
- Patos en la albufera (1960)
- Benidorm (1961)
- El mundo de Solana (1961)
- Idilio en Ibiza (1961)
- La casa de Sigüenza (1961)
- Escuela de seductoras (1962)
- Horizontes de luz (1962)
- Detrás de la muralla (1962)
- Sacromonte (1962)
- Torrejón City (1962)
- Ícaro nuevo   (1963)
- Piedra de toque (1963)
- Los gemelos de Texas (1964)
- Cuatro bodas y pico (1964)
- Duelo en el Amazonas (1964)
- Fuera de la ley (1964)
- Ella y el miedo (1964)
- El enigma de los Cornell (1965)
- Bienvenido a nuestra empresa (1965)
- Rebeldes de Canadá (1965)
- Invitación a España (1965)
- Tres dólares de plomo (1965)
- Universidad de Navarra (1965)
- El bikini rojo (1966)
- Joe Navidad  (1967)
- Nido de espías (1967)
- Arquitectura hacia el futuro (1967)
- Contorno de España en fiestas (1967)
- Fiestas vascas (1967)
- Cuarenta siglos os contemplan... (1968)
- Destino España (1968)
- La esclava del paraíso (1968)
- Marinela de Benidorm (1968)
- Invernar en España (1969)
- Por agua, tierra, aire y fuego (1969)
- Los hombres las prefieren viudas (1970)
- Con ella llegó el amor (1970)
- Color de España (1970)
- España en primavera (1970)
- Nido de hierro (1970)
- La montaña rebelde (1971)
- Una joven nación (1971)
- Sevillana 73  (1973)
- Tarzán en las minas del Rey Salomón
- Manjar de dioses (1974)
- Huérfanos (1976)
- Naifs españoles (1976)
- Armada 76 (1978)
- 7 cabalgan hacia la muerte (1979)
- Dejadme vivir  (1982)

### Director y Director de fotografía
- Arte egipcio. (1944)
- La vida de María (1952)
- Cacería en el prado (1954)

## Premios
- Premio Nacional de Cinematografía al cortometraje Tiros y pistolas de Hermic Films. Premios Cinematográficos del Sindicato Nacional del Espectáculo, 1944.
- Premios Nacionales de Cinematografía de 20.000 pesetas a los cortometrajes Los gigantes del bosque (serie de Guinea Española) y La circulación de la sangre (serie de divulgación científica) y premio de 10.000 pesetas a Rapto en palacio (serie de muñecos animados). Premios cinematográfico del Sindicato Nacional del Espectáculo, 1945.
- Premio Nacional de Cinematografía al cortometraje Fiebre amarilla. Premio ejército de 15.000 pesetas a Al pie de las banderas de Hermic Films. Premios Cinematográficos del Sindicato Nacional del Espectáculo, 1946.
- Concesión del título de película de interés nacional a La gran cosecha y a Al pie de las banderas de Hermic Films, a propuesta de la Junta Superior de Orientación Cinematográfica, 1946.
- Dos primeros premios de 20.000 pesetas a los cortometrajes Las palmeras y el agua y La alhambra de Irwing Washington de Hermic Films. Segundo premio de 10.000 pesetas al cortometraje Tse-Tse de Hermic Films. Dos accésits de 8.000 pesetas a Invertebrados y En las playas de Eureka de Hermic Films.  Premios cinematográfico del Sindicato Nacional del Espectáculo, 1947.
- Premios especial de 10.000 pesetas al documental Campamento Varela. Premio concedido por el Alta Comisaría de España en Marruecos, 1949.
- “Premio Ejército” de Cinematografía para la productora Hermic Film por el documental Los grupos nómadas, de 1950.
- Concha de Oro en el Festival Internacional de Cine de San Sebastián de 1957 al cortometraje Costas del Sur, de Manuel Hernández Sanjuán.[10]
- Segundo premio de documentales al cortometraje Toledo, otra vez por el emperador, de Hermic Films, concesión de los Premios Cinematográficos Sindicales de 1960.
- Premio instituido por la Dirección General de Tributos Especiales, de 25.000 pesetas, para el cortometraje La buena suerte de Hermic Films. 1963
- Primer premio de 250.000 pesetas a la película Piedra de Toque y premios a la Mejor Fotografía a Manuel Hernández Sanjuán. Premios cinematográfico del Sindicato Nacional del Espectáculo, 1964.
- Primer premio de 300.000 pesetas en 1965 a la mejor película de 35 milímetros a Invitación a España de Hermic Films.
- Premio nacional de turismo de 150.000 pesetas al cortometraje Invernar en España de Hermic Films. 1969.
- Tercer premio de cortometraje a Nido de Hierro, de Hermic Film, concesión de los Premios Cinematográficos Sindicales de 1970.

## Exposiciones de pintura
| Año  | Galería                              | Ciudad        |
| ---- | ------------------------------------ | ------------- |
| 1971 | Galería Estudio CID                  | Madrid        |
| 1972 | Galería HARVY                        | Almería       |
| 1973 | Galería Estudio CID                  | Madrid        |
| 1975 | Galería Estudio CID                  | Madrid        |
| 1977 | CALEDONIA Galería de Arte            | Bilbao        |
| 1979 | GAVAR Galería de Arte                | Madrid        |
| 1979 | Galería de Arte AMARICA              | Vitoria       |
| 1979 | Galería ARTE                         | Bilbao        |
| 1980 | GAVAR Galería de Arte                | Madrid        |
| 1981 | Galería ECHEBERRÍA                   | San Sebastián |
| 1982 | Caja de Ahorros del Círculo Católico | Burgos        |
| 1983 | GAVAR Galería de Arte                | Madrid        |